# Mrkopalj
Mrkopalj ist eine Ortschaft und Hauptort der gleichnamigen Gemeinde in der kroatischen Gespanschaft Primorje-Gorski kotar. Es liegt in der gebirgigen Region Gorski kotar östlich von Rijeka. In der Umgebung von Delnice sind zahlreiche Wanderwege angelegt. Der Menschen im Ort leben hauptsächlich vom Fremdenverkehr und der Waldwirtschaft. Die Gemeinde hat 924 Einwohner, die Mehrheit davon sind Kroaten.

## Ortschaften
Die Gemeinde Mrkopalj umfasst sieben Ortschaften:
Begovo Razdolje, Brestova Draga, Mrkopalj, Sunger, Tuk Mrkopaljski, Tuk Vojni

## Geschichte
Das erste Mal schriftlich erwähnt wurde Mrkopalj 1477, als Martin Frankopan seinen Besitz Nikolaus, dem Sohn von Damjan Drozgometski, schenkte.

## Persönlichkeiten
- Jakov Fak (* 1987) ist ein kroatischer Biathlet, der seit 2010 für Slowenien startet.
- Franjo Jakovac (* 1961) ist ein ehemaliger kroatischer Biathlet und Biathlontrainer.

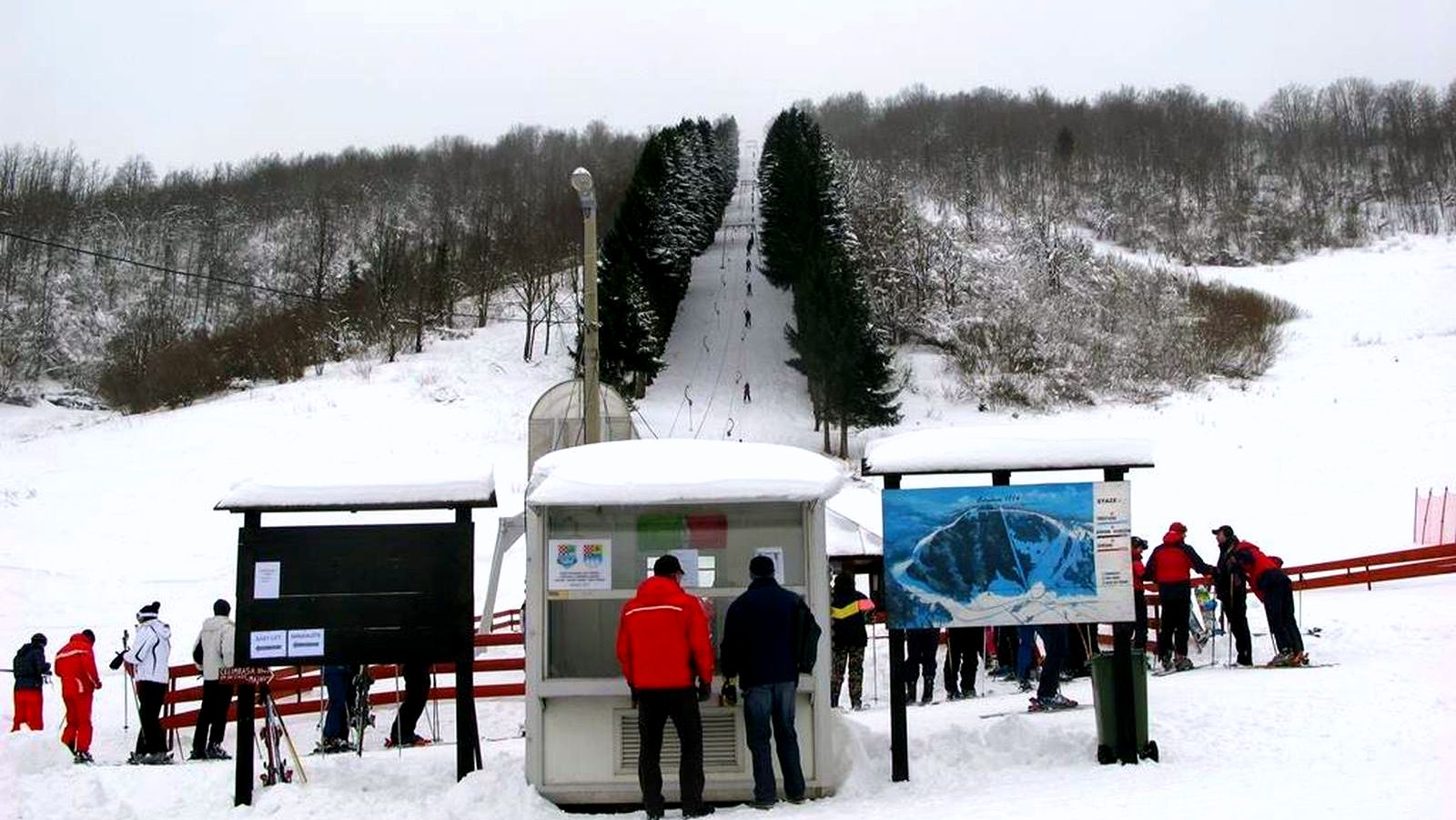
Čelimbaša Skiort

## Sport
- NK Mrkopalj, Fußball Klub
- Bjelolasica Mrkopalj, Biathlon Klub